# Хобарт
Хобарт (на английски: Hobart) е пристанищен град в Австралия, главен град на островния щат Тасмания.
Разположен е в красив залив около устието на река Дъруен. Основан е през 1803 г. Преобладават ниските сгради. Има много увеселителни заведения. Ежегодно там се провежда един от най-големите голф-турнири. Населението му е 219 287 жители според преброяването от 2008 г.

## Личности
Родени
- Ерол Флин (1909-1959), австралийски киноактьор